# 39 v.Chr.

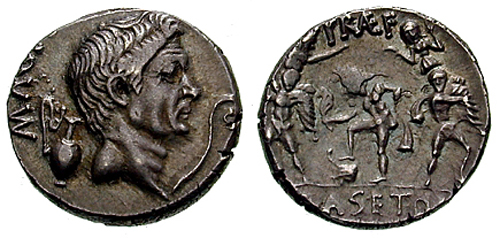
Zilveren denarius van Sextus Pompeius

Het jaar 39 v.Chr. is een jaartal volgens de christelijke jaartelling.

## Gebeurtenissen

### Italië
- Verdrag van Misenum: Sextus Pompeius wordt Sicilië, Sardinië, Corsica en de Peloponnesos toegewezen. Op voorwaarde dat de blokkade opgeheven wordt en er weer graan wordt geleverd aan Rome.

### Syrië
- Quintus Labienus begint samen met de Parthische kroonprins Pacorus I, die al eerder een (mislukte) invasie in het Romeinse Rijk heeft ondernomen, een veldtocht en vallen Syrië binnen.
- Marcus Antonius stuurt een Romeins expeditieleger (11 legioenen) onder leiding van Publius Ventidius Bassus (proconsul van Klein-Azië) om de opmars te stuiten van de Parthen.
- Quintus Labienus wordt met zijn leger in Cilicië uit het Taurusgebergte verdreven. Hij wordt bij de Cilicische Poort door Publius Bassus gevangengenomen en geëxecuteerd.

### Gallië
- Octavianus bezoekt Gallië en benoemt zijn beste vriend Marcus Vipsanius Agrippa tot gouverneur. (waarschijnlijke datum)
- Agrippa begint met de aanleg van een heerbaan tussen Lyon en Keulen.

## Geboren
- Antonia de Oudere, dochter van Marcus Antonius en Octavia Thurina (overleden 14 v.Chr.)
- Julia Caesaris, dochter van (Augustus) (overleden 14)

## Overleden
- Quintus Labienus, Romeins veldheer en zoon van Titus Labienus